# Droga wojewódzka nr 548

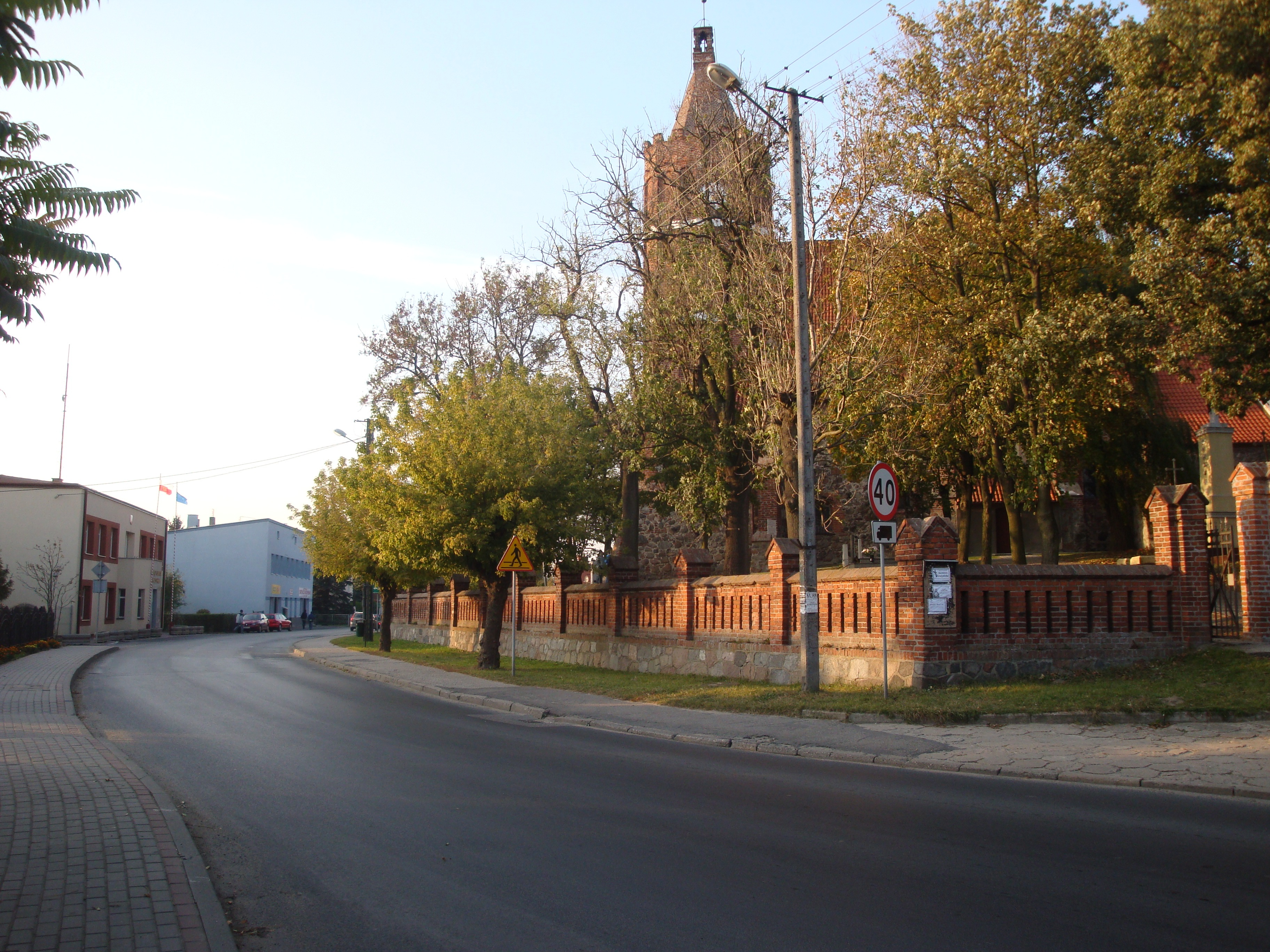
DW548 w Lisewie

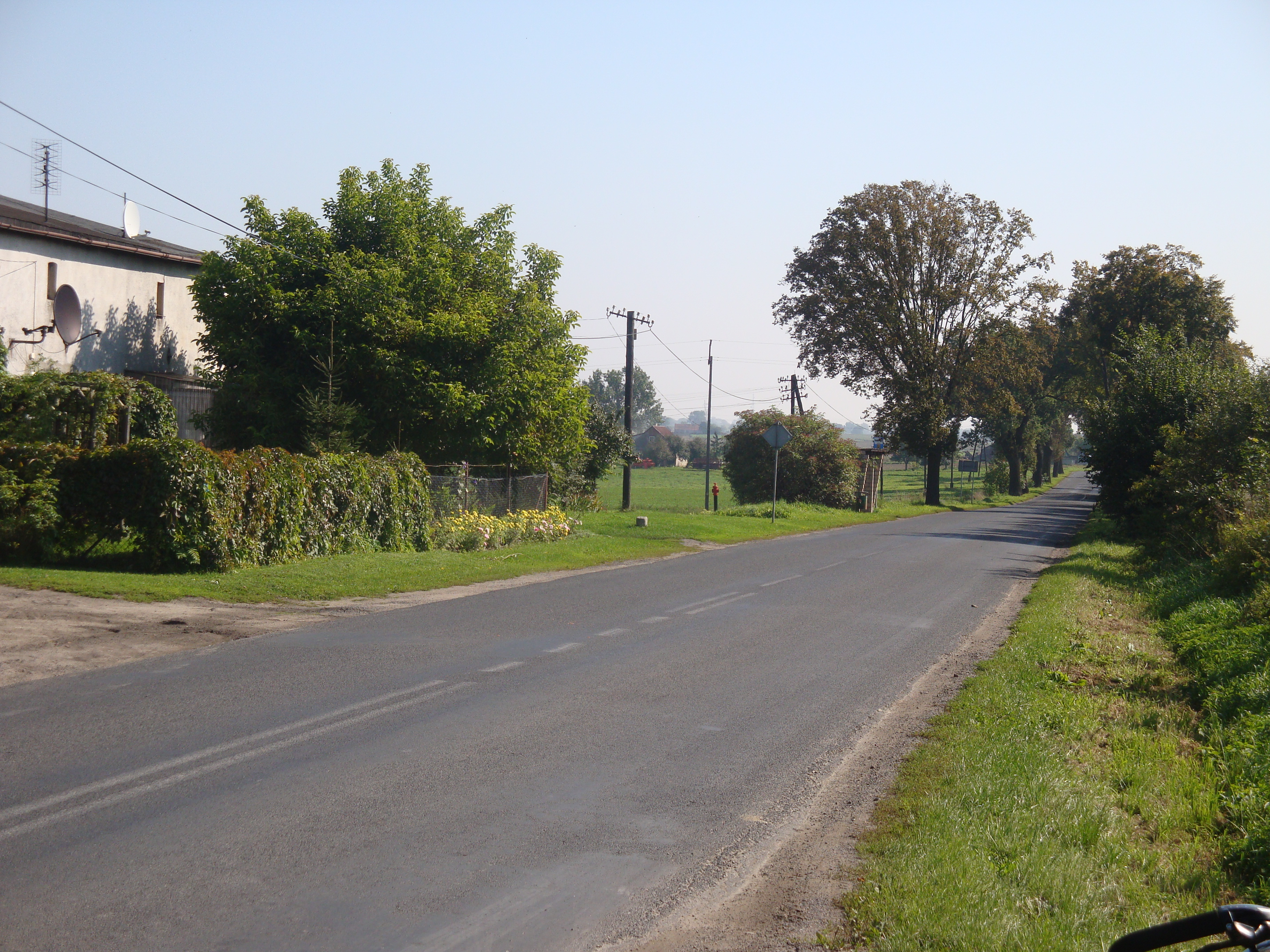
DW548 w Krusinie

Droga wojewódzka nr 548 (DW548) – droga wojewódzka łącząca drogę krajową nr 91 koło Stolna z drogą krajową 15 koło Pląchot. Na odcinku Wąbrzeźno – Niedźwiedź ma wspólny przebieg z drogą wojewódzką nr 534.

## Miejscowości leżące przy trasie DW548
- Stolno (DK91, DK55)
- Cepno
- Kamlarki
- Krusin
- Lisewo (A1, E75) (droga płatna)
- Józefkowo
- Płużnica
- Czaple
- Bartoszewice
- Uciąż
- Trzcianek
- Łabędź
- Wąbrzeźno (DW534, DW551)
- Wałycz
- Niedźwiedź (DW534)
- Dębowa Łąka
- Grabówiec
- Pląchoty (DK15)